# كارلوس اجوير
كارلوس اجوير (بالإسبانية: Carlos Aguiar) (19 ديسمبر 1978 بمونتفيدو في الأوروغواي - ) هو لاعب كرة قدم أوروغواني في مركز الوسط. لعب مع تيرو فيديرال ورامبلا جونيورز وريفر بليت وسكودا زانثي ونادي أكاديميكا كويمبرا ونادي راسينغ مونتيفيديو وهواتشيباتو ونادي ليفربول (مونتفيدو) وأوروغواي مونتفيدو وClub Atlético Fénix ‏.